# Silla de montar

Silla inglesa.

La silla de montar o montura es un elemento que une al jinete a los lomos de un caballo. Sin embargo, se han creado sillas de montar especializadas para bueyes, camellos y otros animales.  No se sabe con precisión cuándo los jinetes comenzaron a usar algún tipo de acolchado o protección, pero una manta unida por algún tipo de cincha fue probablemente la primera "silla de montar", seguida más tarde por diseños acolchados más elaborados. El árbol de silla de montar fue una invención posterior, y aunque los primeros diseños de estribos fueron anteriores a la invención del árbol sólido, el estribo emparejado, que se unía al árbol, era el último elemento de la silla de montar para llegar a la forma básica que todavía se utiliza en la actualidad. Hoy en día, las sillas de montar modernas vienen en una amplia variedad de estilos, cada uno diseñado para una disciplina ecuestre específica, y requieren un ajuste cuidadoso tanto para el jinete como para el caballo. El cuidado adecuado del sillín puede prolongar la vida útil de un sillín, a menudo durante décadas. La silla de montar fue un paso crucial en el aumento del uso de animales domésticos, durante la Era clásica. Es usado para la mayor comodidad del jinete y para cuidar el lomo del animal.

## Historia

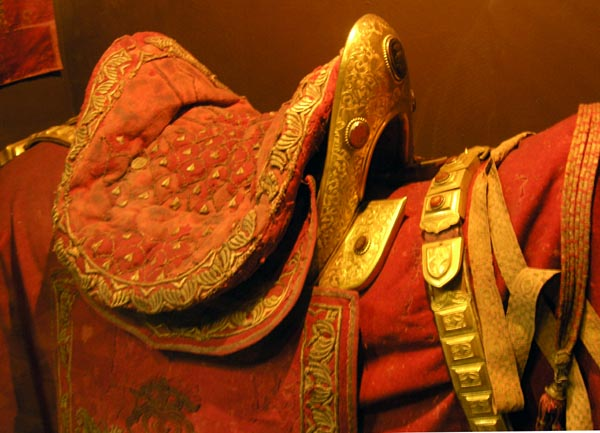
Silla del siglo XVII

Existe evidencia, aunque discutida, de que los humanos comenzaron a montar a caballo por primera vez no mucho después de la domesticación del caballo, posiblemente ya en el 4000 a. C. Los primeros jinetes no tenían sillas, sino que cabalgaban a pelo. La silla de montar de cuero fue inventada hace más de 2000 años por los guerreros de las estepas asiáticas. Estos se sujetaban con un pretal que incluía collar de pecho y baticola. Este invento revolucionó el arte de montar a caballo. Montados sobre esta silla, los guerreros podían luchar en forma más efectiva, ya que disminuían las caídas de los caballos. Desde las primeras representaciones, las sillas de montar se convirtieron en símbolo de estatus. Para mostrar la riqueza y el estatus de un individuo, se añadían adornos a las sillas de montar, incluidos elaborados trabajos de costura y cuero, metales preciosos como el oro, tallas de madera y cuerno, y otros adornos.
Los nómadas euroasiáticos del norte de Irán conocidos en Europa como escitas y en Asia como Saka desarrollaron una forma temprana de silla de montar con un marco rudimentario, que incluía dos cojines de cuero paralelos, con una cincha adherida a ellos, un pomo y un canto con revestimientos desmontables de hueso/cuerno/cuero endurecido, correas de cuero, una grupa, petral, y un fieltro shabrack adornado con motivos animales. Estos fueron localizados en hallazgos de las Sepulturas de Pazyryk.  Estas sillas de montar, encontradas en la Meseta de Ukok, Siberia fueron fechadas entre el 500 y el 400 a. C. La evidencia iconográfica de un predecesor de la silla de montar moderna se ha encontrado en el arte de los antiguos armenios, antiguos asirios, y nómadas esteparios representados en los tallados en relieve de piedra asirios de la época de Ashurnasirpal II. Los escitas también desarrollaron una silla de montar temprana que incluía adornos acolchados y decorativos. Aunque no tenían un árbol sólido ni estribos, estas primeras sillas y almohadillas sin árboles brindaban protección y comodidad al jinete, con un ligero aumento en la seguridad. Los sármatas también usaban una silla de montar temprana acolchada y sin árboles, posiblemente ya en el siglo VII a. C. y las antiguas obras de arte griegas (arte helenístico) de Alejandro Magno de Macedonia representan una silla de montar.
En las armerías y colecciones de antigüedades se conservan sillas antiguas de formas y caracteres muy artísticas. Las sillas más antiguas que se conservan corresponden al siglo XIII. Están forradas de pergamino, tienen los borrenes muy altos y el zaguero de forma semicircular en avance por los costados, de modo que abrazase al caballero que iba en ella como encajado a horcajadas, con las piernas rectas. Son sillas de guerra como la mayor parte de las antiguas que se conservan. 
En el siglo XVII cambió la forma de la silla disminuyendo en altura los borrenes y el zaguero humillándose sobre la silla. La silla se llamaba entonces de armas, armada o bridona, tenía los arzones cubiertos con chapas aceradas; la silla de montar a la jineta era de borrenes más altos pero de forma semejante. Estas sillas del siglo XVI y del XVII están forradas con telas labradas y ricas que les dan un aspecto pintoresco y además los arzones, especialmente el zaguero, cuando no están forrados o cubiertos con labores o composiciones repujadas, damasquinadas, etc. están decoradas con pasta o pintadas, pinturas que representan asuntos históricos o mitológicos y suelen estar hechas minuciosa y primorosamente.

## Partes de una silla
Debajo de la silla se suele colocar una gualdrapa, alfombra o pelero.

Partes de una silla inglesa.

La silla de montar se compone de distintas partes; en algunos países los nombres varían pero la función es la misma.
- Asiento
- Borrén delantero
- Borrén trasero
- Baste
- Estribera
- Cuña
- Faldón
- Cincha
- Guarda hebillas
- Latiguillos
- Faldoncillo
- Calcetín

La silla de montar se construye sobre armazón tradicionalmente elaborado de madera y que en la actualidad se fabrica de materiales sintéticos o metal. El tamaño de este armazón determina el ajuste de la silla sobre el dorso del caballo, así como el tamaño o talla del asiento del jinete. Las dos estructuras transversales y curvas son los arzones: uno delantero y otro trasero, que unen los brazos longitudinales.

### Estribo
Los estribos son piezas, generalmente metálicas, de formas diversas que permiten que el jinete de un caballo introduzca los pies en ellas para afianzarse mientras cabalga. Fijados a la silla de montar, permiten una mayor comodidad, tanto para la cabalgadura como para el jinete.

### Charnela
Parte de la silla de montar que, fijada a la estructura, sirve para sujetar las estriberas de los estribos. Las charnelas de la silla inglesa pueden abrirse y cerrarse, siendo conveniente montar en el campo con ellas abiertas para en caso de caída, evitar quedar estribado. Existen charnelas de seguridad, pensadas para que la acción del estribo se libere en caso de caída y de que el pie quede enganchado del estribo, evitando así que el caballo arrastre a su jinete.

## Tipos de sillas

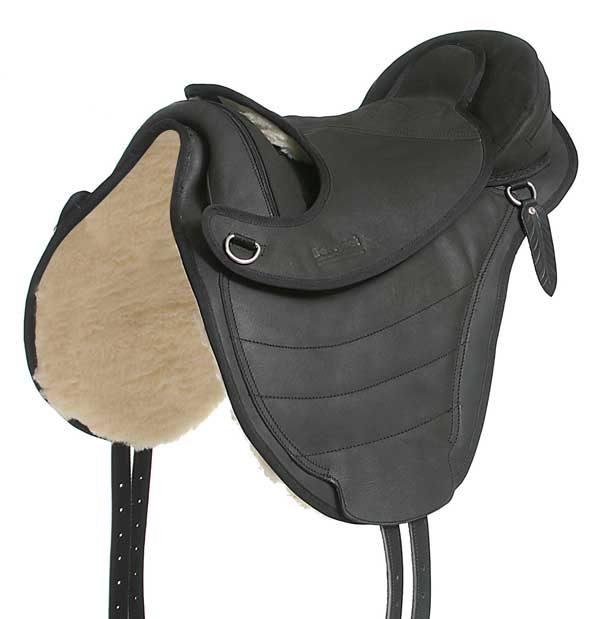
Silla de doma.

Existen una gran cantidad de tipos de sillas, cada una de ellas está relacionada con el tipo de monta que se va a usar, la doma del caballo, los materiales disponibles y la cultura del lugar de origen.
- Las sillas más simples, llamadas "albardas" o "aparejos", consisten en un simple cojín de cuero o lona relleno de un material esponjoso y sujeto con varias cinchas, lo que ayuda a relajar la fricción del peso del jinete o de la carga sobre el lomo del animal. Estas sillas se siguen usando sólo en los ambientes rurales, en monturas tales como burros y mulas, o en los países en vías de desarrollo, ya que los materiales de los que están hechas son mucho más simples que una silla convencional.[3]

Existe una variante local y evolucionada de esta silla, llamada "jerezana", que consiste en una zalea de piel de borrego sobre una superficie de cuero y con borrenes y respaldo mínimos, y sin ninguna armadura interna. Esta silla resulta mucho más liviana y funcional que una silla normal, pero más clasista que una albarda común.

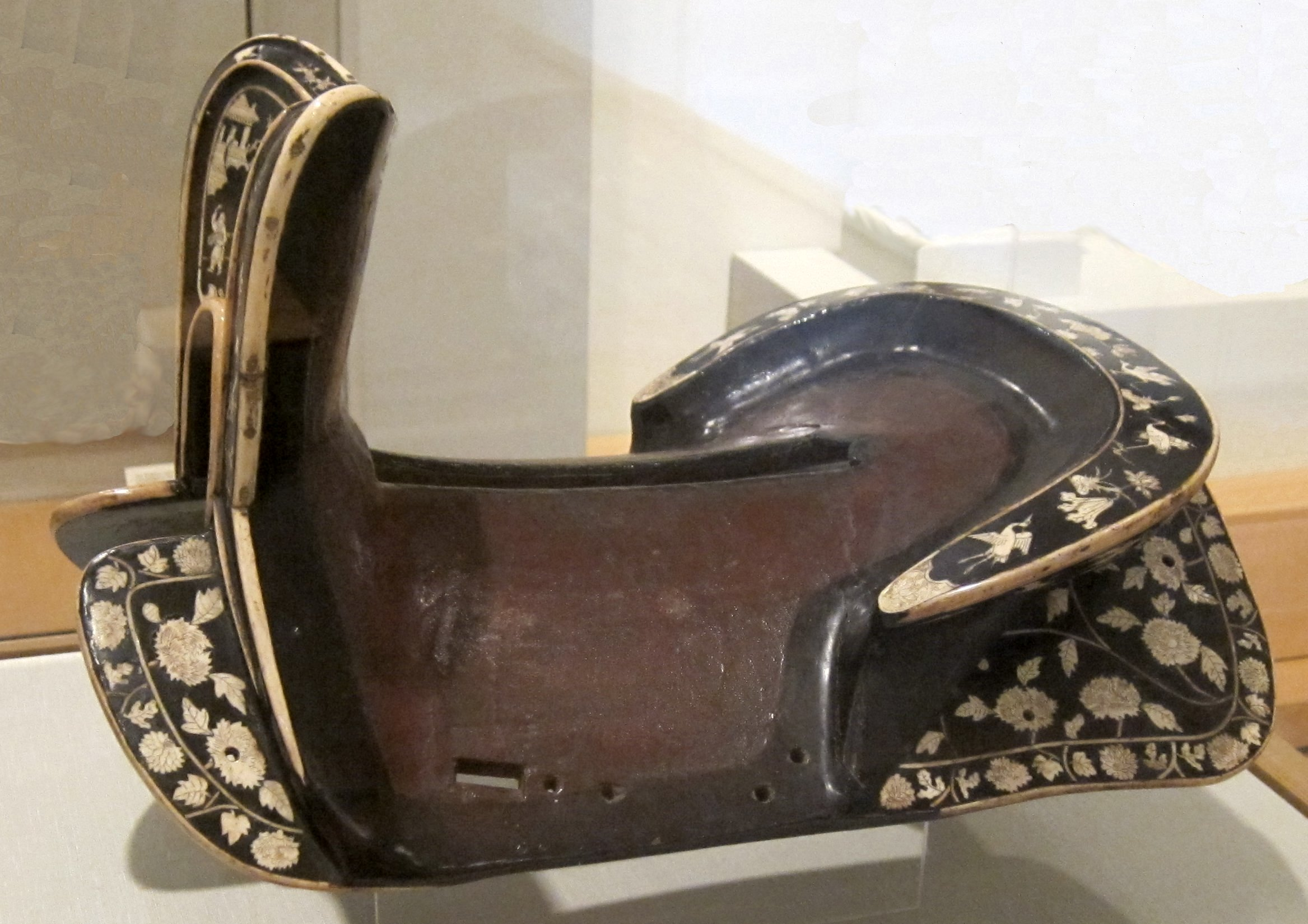
Estructura de una silla china de montar de la dinastía Ming, período Wanli (1572-1620), madera laqueada.

- Las sillas de doma o potreras. Son las empleadas para efectuar un primer contacto entre el caballo y el jinete, así como en los trabajos de doma. Estas sillas suelen tener borrenes desarrollados, ya que es más fácil que el jinete pueda necesitar alguna clase de agarre al montar, y también son menos rígidas que las comunes. A la hora de usarlas, la primera silla de doma que se pone al potro, es ligera y más suave, y a medida que la doma avanza, se va volviendo más pesada.

- Silla de paseo. Para este tipo de silla se suele usar la silla de montar inglesa. Se trata de una silla de peso mediano, con faldones laterales, borrenes y respaldo prácticamente ausentes, y estribos simples. Es básicamente una silla multiuso y está pensada para la monta regular al estilo "jineta", pero no prolongada. Es la más extendida en la práctica de la equitación con múltiples variantes según su uso final. Hay unas más ligeras que se emplean en las competiciones o exhibiciones hípicas  (polo, salto, adiestramiento, etc.), porque al ser más livianas el caballo tiene menos peso. Cada una presenta variantes acordes con su función; así por ejemplo, una silla de salto tiene los faldones más cortos y redondeados, con la parte frontal acolchada, mientras que una silla de doma clásica tiene los faldones muy largos y sin acolchar.[3]

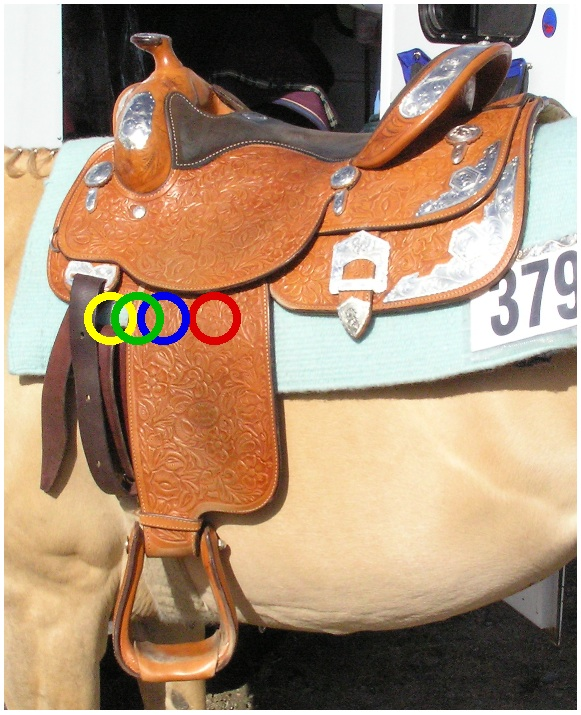
Silla vaquera de cowboy.

- Silla vaquera: Este tipo de silla posee muchas variantes de acuerdo con el país de origen: así la silla vaquera de los Butteri italianos es diferente a la silla vaquera empleada en España, o la de Australia, aunque la más conocida internacionalmente es la silla de cowboy Estadounidense, adaptación de la silla charra de México.[3]
A pesar de las variantes locales, todas tienen una serie de características comunes, acordes para ser usadas durante mucho tiempo, en condiciones adversas y de trabajo duro, y que sean cómodas tanto para el jinete como el animal. La principal característica es que más que una silla, es un sillón, ya que resulta grande, amplia, con grandes borrenes y respaldo. Sus estribos suelen ser bastante grandes, para proteger los pies del jinete de los accidentes, y su posición está ligeramente adelantada, de forma que el jinete puede ir ligeramente recostado sobre la silla, lo que ayuda a pasar muchas horas trabajando en el campo. Son muy amplias, cubriendo gran superficie del lomo del animal, lo que ayuda a distribuir mejor el peso del jinete sobre el lomo de la montura, siendo así menos molesto.[2]
En muchas variantes locales se tiene la costumbre de adornar profusamente este tipo de silla, o bien proveerla de una zalea.
Las más comunes son:[2]
  - Silla vaquera española: este tipo se silla, usada para las labores del campo y en rejoneo. Se trata de un asiento almohadillado de tamaño amplio, cuadrado y tradicionalmente fabricado con cuero y paja de centeno que siempre se recubre de una zalea, normalmente blanca; las únicas partes fijas son el fueste delantero y la concha o respaldo.[2] En el borrén delantero, llamado perilla, suele atarse una pieza de lana que, originalmente, servía de abrigo al jinete, pero que ha quedado como adorno. Los estribos son muy grandes, de hierro (normalmente pavonados) y en posición adelantada, de forma que el jinete apoya toda la superficie del mismo. La zalea se fija al asiento con tiras de cuero que suelen formar adornos, en particular la porra, en forma de cuero trenzado o repujado; mientras que los borrenes suelen ir remachados con piezas de metal que forman dibujos de adorno, especialmente el trasero o concha. Siempre tienen dos cinchas: la principal, que rodea el cuerpo del caballo fijándola en torno a su cuerpo, y otra que discurre sobre la grupa hasta engancharse fijarse a la cola, denominada baticola; en algunos casos se usa un petral que sujeta la silla en torno al pecho del caballo. La normativa de la doma vaquera española establece que esa silla tiene que ser negra, pero también la hay de color avellana.[3]
  - Silla de cowboy: la más difundida internacionalmente, aunque está pensada solo para un tipo de doma vaquera en concreto, y deriva de la silla charra mexicana. Tiene estribos anchos, recubiertos de cuero, es hundida en su parte de atrás y los faldones de cuero también están presentes en los estribos; además, tiene un cuerno, donde se ata una soga o lazo con la que se sujetan las reses. Al contrario que la silla española, esta no usa zalea, y es una silla amplia y cómoda, para el jinete y el animal. Esta silla es usada por los vaqueros en el rodeo estadounidense, si bien tiene variantes para paseo y para trabajos de campo.
  - Silla chilena: muy parecida a la vaquera, pero no tiene el cuerno, ya que el lazo se amarra en la parte de atrás del lado derecho. Esta montura es usada por los huasos en el rodeo chileno. La montura chilena, al igual que la vaquera, tiene dos cinchas que se usan para asegurarla contra el tirón del ganado.[3]
  - Silla bardella de buttero italiano: hay tres tipos fundamentales de silla de butteri, aunque todas tienen características comunes, tales como forma oblonga, ausencia de faldones, y muy arqueadas en su superficie, de forma que el jinete queda hundido en la silla. Este tipo de silla siempre es acolchado y ocasionalmente, según el tipo, tiene zalea.[2]
  - Silla de Gardian de la Camarga francesa: similar a la anterior y usada principalmente por los vaqueros de La Camarga en sus caballitos típicos de la región. Es una silla relativamente pequeña para ser vaquera, siempre de cuero y con borrenes delanteros en diferentes posiciones. También suele ir provista de una cincha lomera que se engancha en la cola del animal. Su principal característica son sus estribos de hierro que forman una serie de gavilanes en donde se mete el pie del jinete, de forma que en este caso el pie va dentro del estribo y no apoyado.[2]
  - Silla mexicana o charra: influenciada por la española y la árabe, no obstante es relativamente pesada comparada con otras; es muy cómoda tanto para el caballo como para el jinete y básicamente se conforma por un basto o esqueleto de madera con un fueste delantero en forma de gancho, cuerajes y estribos entre otros accesorios. Existen tan bellas sillas de montar charras que son una auténtica obra de arte: de cuero talabarteado o amartelado que forman figuras en todas sus elementos o arreos. Las hay con molduras de plata, con hiladuras de colores que alegran y embellecen los arreos, y se suelen acompañar de tientos, donde se atan y cuelgan lo mismo un machete que una cuarta o un fuste, un rifle o un gabán.[3]
  - Silla de monta de alta escuela: no hay que confundirla con la monta clásica, que es otro tipo. Se trata de una silla claramente barroca, que recuerda mucho a las usadas tradicionalmente en Europa durante siglos. Existen variantes según el país, como la silla portuguesa, o la silla de las escuelas francesas, pero todas tienen en común que son grandes, con faldones de cuerpo rectangular y borrenes muy desarrollados, de forma que el jinete va enganchado en ellos. Los estribos también suelen ser grandes y amplios, de modo que se apoya el pie y no solo la punta. Cabe destacar los ricos materiales que suelen tener o presentar, así que los estribos suelen ser siempre plateados y estar repujados, mientras que los materiales de la silla suelen estar adornados o cubiertos de tejidos aterciopelados, además del cuero.[10]

En España y Portugal se estila un tipo de silla híbrida entre la tradicional portuguesa y la vaquera española, de forma que presenta características  comunes como los grandes borrenes y el uso de zalea.

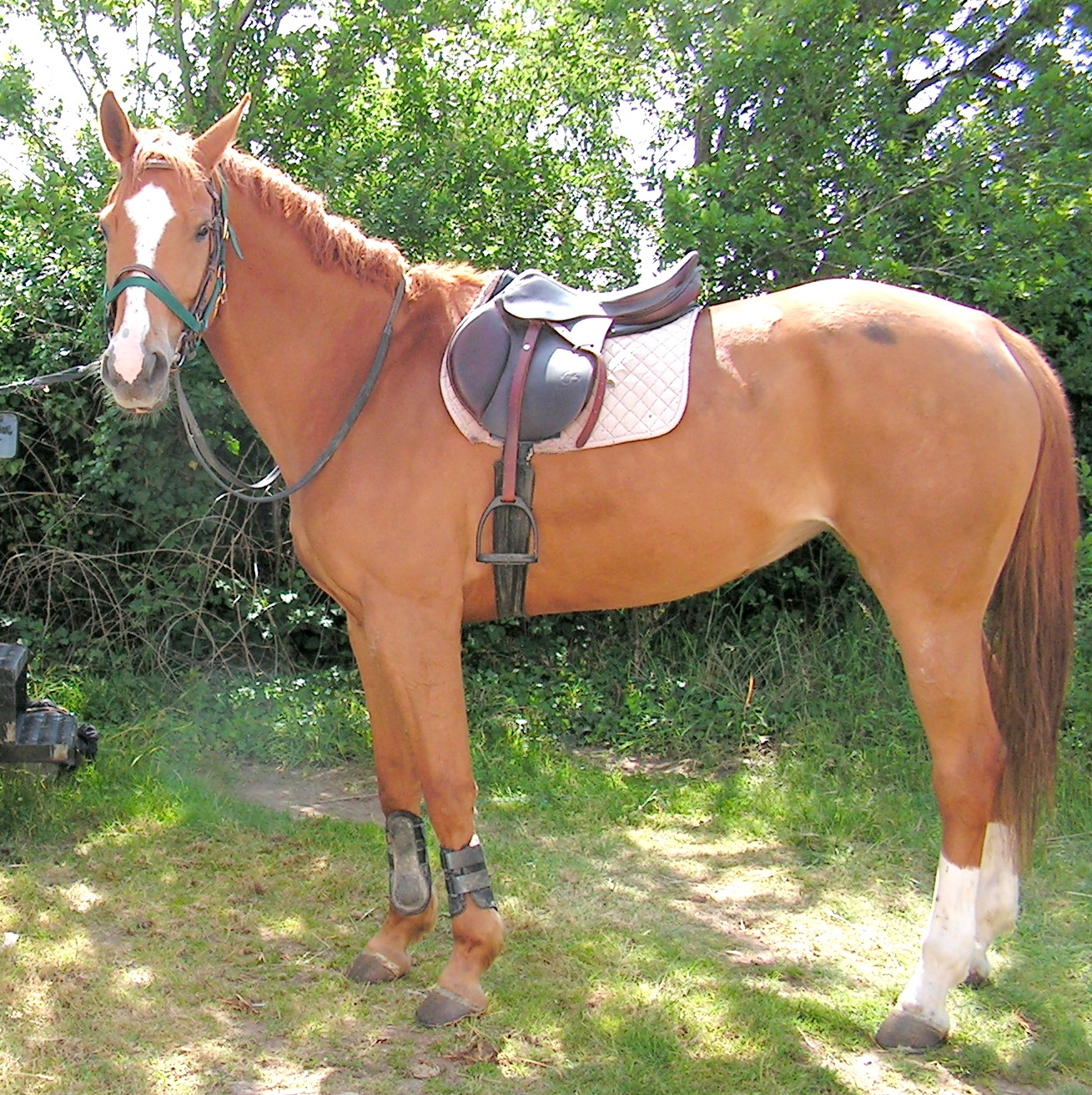
Caballo con silla de montar.